# Vol Alliance Air 7412
Le 17 juillet 2000, le Boeing 737-200 assurant le vol Alliance Air 7412, un vol intérieur régulier exploité par la compagnie aérienne Alliance Air, reliant Calcutta à Delhi, s'est écrasé dans un quartier résidentiel, en tuant 60 personnes, dont 5 au sol, et en blessant 8 autres, lors de la phase d'approche vers l'aéroport Jay Prakash Narayan de Patna, ou il faisait escale.
Le rapport final, établi par la Direction générale de l'aviation civile indienne (en) (DGCA), a conclu que l'accident était due à une erreur des pilotes. L'avion était en phase d'approche, avec ses deux moteurs sur ralenti, et l'équipage a effectué plusieurs manœuvres avec une assiette à cabrer élevée. Lorsque le 737 a émis une alarme concernant un risque imminent de décrochage, l'équipage a choisi d'exécuter une remise de gaz au lieu d'une procédure de récupération de décrochage, ce qui a amené l'avion à entrer dans un véritable décrochage à basse altitude.

## Avion
L'aéronef impliqué est un Boeing 737-2A8 Adv, immatriculé VT-EGD (numéro de série 22280/671). Il est sorti d'usine en 1980 et a été vendu à Indian Airlines, avant d'être ensuite loué à Alliance Air en 1999. Au moment de l'accident, cet avion de ligne court/moyen-courrier cumulé 44 087 heures de vol et 51 278 cycles (décollage/atterrissage). Deux turboréacteurs de type Pratt & Whitney JT8D-17A propulsaient l'appareil, développant chacun environ 71 kN de poussée. Il devait être retiré du service d'ici la fin de l'année, conformément aux directives du gouvernement indien qui n'autorisent pas les appareils de plus de 20 ans à opérer dans l'espace aérien indien.

## Passagers et équipage
Le vol 7412 transportait 52 passagers et 6 membres d'équipage, dont deux pilotes et 4 agents de bord en cabine. La plupart des passagers étaient de nationalité indienne. Les passagers comprenaient 44 hommes, 5 femmes et 3 enfants. Parmi les passagers se trouvaient également quatre membres d'une même famille, résidant à Glasgow. Au total, 6 personnes avaient embarqué à bord du vol à destination de Lucknow, tandis que les 46 autres se dirigeaient vers Patna.
Le pilote en fonction est le commandant de bord Arvind Singh Bagga (31 ans), qui cumule 4 085 heures de vol à son actif, dont 3 605 heures sur Boeing 737. Le pilote non en fonction est Manjit Singh Sohanpal (35 ans), également commandant de bord. Il totalise 4 361 heures de vol, dont 1 778 heures sur Boeing 737. Les deux membres d'équipage étaient décrits comme étant des pilotes expérimentés au sein de la compagnie aérienne.

## Accident
Le vol 7412 a quitté Calcutta à 6 h 51, heure locale, pour un vol à destination de Delhi, avec deux escales prévues à Patna et Lucknow, avec 52 passagers et 6 membres d'équipage à bord. La première étape du vol s'est déroulée sans incident.
À 7 h 17, alors que le vol 7412 entamait son approche vers Patna, le contrôle aérien a demandé à l'équipage de signaler la descente et également de vérifier le trafic en approche, avec l'aide du contrôle régional de Calcutta. L'avion est ensuite autorisé à descendre à environ 7 500 pieds (2 300 m), puis à 4 000 pieds (1 200 m). Les pilotes signalent alors une approche sur la piste 25.
L'équipage signale ensuite l'exécution d'un virage pour l'approche à 7 h 28, avant de signaler le franchissement de la zone de l'aéroport et d'être arrivé sur le localizer. L'avion est ensuite descendu à 1 700 pieds (520 m), puis le contrôle aérien autorise l'avion à se poser sur la piste 25. Les pilotes ont cependant remarqué que l'altitude de l'appareil était bien supérieure à celle requise pour cette approche, et ont demandé aux contrôleurs un virage à 360°, ce qu'ils ont accepté et ont demandé à l'équipage de les tenir informés. Ce fut la dernière transmission de l'équipage.
À la suite de l'autorisation d'effectuer le virage, l'équipage a tenté un virage sur la gauche. Pendant l'exécution du virage, le vibreur de manche s'est activé, avertissant l'équipage de l'imminence d'un décrochage. Le 737 a continué à s'incliner sur la gauche, perdant rapidement de l'altitude, avant de finalement s'écraser à 7 h 34, dans un lotissement résidentiel gouvernemental situé à environ 2 km au sud-ouest de l'aéroport.
D'énormes panaches de fumée sont immédiatement apparus dans la zone où l'avion avait été vu pour la dernière fois. Le contrôle aérien de Patna a immédiatement activé l'alarme et a signalé le crash du vol 7412 aux pompiers de l'aéroport, qui sont arrivés sur le site du crash environ 15 à 20 minutes plus tard. L'accident a déclenché un incendie de grande ampleur dans la zone, en raison des 2,5 tonnes de carburant présents dans les réservoirs de l'avion. Les opérations de recherche et de sauvetage ont été entravées par les routes étroites et le grand nombre de personnes présentes sur le site. 
Les responsables de l'aéroport et la police locale ont été accueillis avec colère par les habitants, en raison de la situation chaotique sur le site du crash ; elle a finalement été maîtrisée après que plusieurs soldats et officiers militaires ont été déployés dans la zone.
Deux maisons ont été complètement détruites et une autre a été gravement endommagée. Au total, 7 personnes sont retrouvées vivantes sur le site du crash, parmi lesquelles 4 succombent plus tard, des suites de leurs blessures. La majorité de ceux qui ont survécu étaient assis à l'arrière de l'appareil. Au total, 60 personnes, dont 5 au sol, périssent dans l'accident.

## Enquête et cause de l'accident
Le 8 août, le ministère indien de l'aviation civile a nommé une commission d'enquête, présidée par le Air marshal Philip Rajkumar, de l'Agence de développement aéronautique (en) (ADA) de Bangalore. En tant que pays ou l'avion a été construit, les États-Unis ont envoyé plusieurs représentants en Inde pour participer à l'enquête. Parmi eux figuraient des représentants de Boeing, du Conseil national de la sécurité des transports (NTSB) et de la Federal Aviation Administration (FAA). Des audiences publiques ont également eu lieu et un total de 41 témoignages de personnes ayant assister au crash ont été examinés
Le rapport final de l'accident du vol 7412 a été publié en avril 2001, soit neuf mois plus tard. Il indique que la cause principale de l'accident est la perte de contrôle de l'avion, due à une série d'erreurs de pilotage. L'équipage n'a pas suivi la bonne procédure d'approche, ce qui a fait que l'avion était trop haut par rapport à la pente d'approche requise pour cet aéroport. Ils ont maintenu les moteurs sur ralenti et ont laissé l'appareil ralentir bien en dessous de la vitesse recommandé lors de l'approche. 
Ils ont ensuite manœuvré l'avion avec une assiette latérale trop élevée, provoquant un fort roulis sur la gauche, entraînant l'activation du vibreur de manche et indiquant aux pilotes un risque imminent de décrochage. À ce stade, l'équipage a lancé une procédure de remise de gaz, au lieu d'une procédure de récupération standard pour sortir d'un décrochage, ce qui a entraîné la perte de contrôle et le crash de l'avion.
La commission d'enquête a émis plusieurs recommandations pour qu'Alliance Air mette l'accent sur la formation de ses pilotes, notamment sur la discipline de l'équipage dans le poste de pilotage, la gestion des ressources de l'équipage (CRM), le respect des procédures d'exploitation standard et l'inclusion de procédures de récupération en situation de décrochage. 